# Still Corners
 (транскр.  Стил корнерс) енглеска су музичка група из Лондона. Најчешће се сврставају у дрим поп и синт поп.

## Историја

### 2008—2016: Прва самостална издања ипериод
су у јуну 2008. самостално објавили дебитантско издање — мини-албум Remember Pepper?. Ово издање било је обојено утицајима француске новоталасне кинематографије и саундтрека Енија Мориконеа.

## Чланови

### Садашњи
- Теса Мари — вокал, синтесајзер
- Грег Хјуз — мултиинструменталиста, продуцент

## Дискографија

### Студијски албуми
- (2011)
- (2013)
- (2016)
- (2018)
- (2021)
- (2024)

### издања
- (2008)

## Наступи у Србији
| Датум           | Место   | Простор               | Напомене            | Изв.        |
| --------------- | ------- | --------------------- | ------------------- | ----------- |
| 7. мај 2019.    | Београд | Дом омладине Београда | подршка: Ана Ћурчин | [ 2 ] [ 3 ] |
| 1. август 2023. | Београд | Барутана              | подршка: Џери Спин  | [ 4 ] [ 5 ] |